# Zaliznyczne (obwód zaporoski)
Zaliznyczne (ukr. Залізничне) – osiedle typu miejskiego na Ukrainie w rejonie hulajpolskim obwodu zaporoskiego.

## Historia
Status osiedla typu miejskiego posiada od 1960.
W 1989 osiedle liczyło 1069 mieszkańców, a w 2013 – 1150 mieszkańców.